# Socjalistyczna Partia Albanii
Socjalistyczna Partia Albanii - centrolewicowa albańska partia polityczna. Powstała w czerwcu 1991 na X zjeździe Albańskiej Partii Pracy, kiedy uaktywniła się grupa młodych działaczy o poglądach reformistycznych z Fatosem Nano na czele. Partia doszła do władzy w 1997 roku, po kryzysie politycznym. W wyborach z 2005 roku utraciła większość, odzyskując ją ponownie po wyborach 2013 roku.
Socjalistyczna Partia Albanii jest kontynuatorką tradycji Albańskiej Partii Pracy (dawna Komunistyczna Partia Albanii). Jest członkinią Międzynarodówki Socjalistycznej, a przewodzi jej obecnie Edi Rama. Poprzednim przewodniczącym był Fatos Nano, ale zrezygnował po porażce wyborczej w 2005 roku.
W wyborach parlamentarnych w 2017 roku uzyskali większość miejsc w parlamencie (74 na 140).

## Poparcie
| Wybory | Poparcie (Okręgi wielomandatowe) | Zmiana punktów procentowych | Okręgi wielomandatowe | Okręgi jednomandatowe | Suma | Zmiana |
| ------ | -------------------------------- | --------------------------- | --------------------- | --------------------- | ---- | ------ |
| 1992   | 25%                              | -                           | ?                     | ?                     | 38   | –      |
| 1996   | 20,37%                           | 4,63                        | ?                     | ?                     | 10   | 28     |
| 1997   | ?                                | -                           | 22                    | 79                    | 101  | 91     |
| 2001   | 41,51%                           | ?                           | ?                     | ?                     | 73   | 28     |
| 2005   | ?                                | ?                           | ?                     | ?                     | 42   | 31     |
| 2009   | ?                                | ?                           | ?                     | ?                     | 65   | 23     |
| 2013   | ?                                | ?                           | ?                     | ?                     | 65   | –      |
| 2017   | 48,34%                           | ?                           | ?                     | ?                     | 74   | 9      |